# Yap Ah Loy
Yap Ah Loy (Zhoutian, 14 maart 1837 - Kuala Lumpur, 15 april 1885) (jiaxiang: Guangdong, Huizhou, Huiyang, Danshui, Zhoutian) was de derde Kapitein der Chinezen van Kuala Lumpur van 1868 tot 1885. Hij begon in het midden van 19e eeuw met de ontwikkeling van Kuala Lumpur tot een centrum van handel en mijnindustrie. Later werd hij Kapitein der Chinezen, de hoogste ambtenaar over de overzeese Chinezen in de regio. Tegenwoordig is er in Kuala Lumpur Chinatown een straat te vinden die vernoemd is naar hem. Tijdens zijn ambtenaarschap liet hij de Sin Sze Si Yatempel bouwen, die tot op heden in gebruik is als taoïstische tempel. Na zijn dood werd hij vereerd op het altaar in de hoofdhal van deze tempel.
Meneer Yap was in het klein plattelandsdorp Zhoutian in Huiyang geboren. Hij was van Hakka afkomst. In 1854 emigreerde hij naar Maleisië via de Portugese havenstad Macau. In het nieuwe vaderland aangekomen, verbleef hij bij een ver familielid, Yap Ket Si. Hij ging werken in een tinmijn in Durian Tunggal. Na tien maanden vertrok hij naar Kesang, waar hij ging werken in de winkel van zijn familielid Yap Ng. 